# Cherry Cheva
Cherry Cheva, pseudonimo di Cherry Chevapravatdumrong (Columbus, 1977), è una scrittrice, sceneggiatrice e produttrice televisiva statunitense.

## Biografia
Chevapravatdumrong è nata a Columbus, Ohio, ed è cresciuta ad Ann Arbor, in Michigan, diplomandosi alla Huron High School nel 1995. Ha studiato psicologia alla Yale University, dove ha scritto per The Yale Record, la rivista umoristica di Yale. Successivamente ha conseguito una laurea in giurisprudenza presso la New York University Law School, dove scriveva anche scenette e canzoni per l'annuale spettacolo di commedia musicale Law Revue. 
Durante la scuola di legge, trascorreva le estati lavorando negli studi legali e le pause invernali servendo ai tavoli del ristorante dei suoi genitori. Si è trasferita quindi a Los Angeles per dedicarsi alla scrittura. Prima di lavorare alla serie I Griffin come produttore esecutivo, è stata assistente alla sceneggiatura di Listen Up!.
Chevapravatdumrong ha pubblicato due romanzi per giovani adulti, dal titolo She's So Money e Duplikate con lo pseudonimo di Cherry Cheva. È anche co-autrice di It takes a Village Idiot, and I Married One, basato sulla storia con lo stesso titolo della serie I Griffin, che ha avuto notevole successo nel 2007.
Per la televisione ha scritto, co-prodotto e svolto il ruolo di story editor in numerosi episodi delle serie I Griffin, dalla stagione quattro alla diciotto, e American Dad!. In qualche occasione ha prestato la voce ad un personaggio secondario in entrambe le serie, create da Seth MacFarlane.
Chevapravatdumrong è l'unica autrice donna de I Griffin (un fatto menzionato nell'episodio L'uomo del momento) ed anche co-produttrice esecutiva della serie. Il suo cognome è stato usato per intero nell'episodio La vendetta di Joyce Kinney come vero cognome di Joyce Kinney. Nell'episodio Gesù, Giuseppe e Maria, Peter rompe la quarta parete riorganizzando le lettere del suo nome nei titoli di testa per formare le parole Chemotherapy vanguard vCr, cioè "Avanguardia della chemioterapia vCr" (con una "r" rimasta, che lancia a Lois quando lei lo fa notare). Nell'episodio Cane morto che cammina, Peter rompe di nuovo la quarta parete dicendo al pubblico che il suo indirizzo è 11700 Hollywood Way, North Hollywood, CA 91065, e che è anche un avvocato. Se ricercato, questo indirizzo è in realtà un ristorante italo-americano chiamato The Ramp. Nell'episodio Nessun Giggity, nessun dubbio, Peter elenca il suo nome tra gli esempi di persone (principalmente altri personaggi de I Griffin) che dovrebbero fare un'escursione con Meg.
Il suo patrimonio è stimato in 5 milioni di dollari.

## Opere (parziale)
- It takes a Village Idiot, and I Married One, Harper, 2007, ISBN 978-0061143328. with Alex Borstein
- She's So Money, Harper, 2009, ISBN 978-0061288531.
- DupliKate, Harper, 2009, ISBN 978-0061288548.

## Filmografia

### Doppiatrice
- I Griffin (Family Guy) - serie animata, episodio 5x12 (2007)
- Star Wars Trivial Pursuit: The Ultimate Championship - cortometraggio direct-to-video (2010)
- American Dad! - serie animata, episodio 12x16 (2017)

### Produttrice

#### Televisione
- Family Guy 100th Episode Special, regia di James Purdum e Peter Shin - film TV (2007)
- I Griffin (Family Guy) - serie animata, 209 episodi (2008-2019)
- The Orville - serie TV, 36 episodi (2017-2022)
- Awkwafina è Nora del Queens (Awkwafina Is Nora from Queens) - serie TV, 9 episodi (2020)
- Resident Alien - serie TV, 14 episodi (2022)

### Sceneggiatrice

#### Cinema
- La storia segreta di Stewie Griffin (Stewie Griffin: The Untold Story), regia di Pete Michels e Peter Shin (2005)
- The Orville - serie TV, episodi 1x10-2x03-3x03 (2017-2022)
- Awkwafina è Nora del Queens (Awkwafina Is Nora from Queens) - serie TV, episodi 1x02-1x09-2x05 (2020-2021)
- Resident Alien - serie TV, episodio 2x09 (2022)

#### Televisione
- I Griffin (Family Guy) - serie animata, 36 episodi (2005-2020)
- Seth & Alex's Almost Live Comedy Show, regia di Jackson Douglas, Louis J. Horvitz, Brian Iles e Pete Michels - film TV (2009)

#### Videogiochi
- Family Guy: The Quest for Stuff (2014)

## Trasmissioni televisive
- Conversations with Hollywood (2012)